# デジタル時代の著作権協議会
デジタル時代の著作権協議会（デジタルじだいのちょさくけんきょうぎかい、Conference on Copyright for Digital Millennium）は、著作物のデジタル化、マルチメディアソフト化における権利処理のルールづくりなどに対応するために設立されたコンテンツの著作権利者団体と製作者団体による協議体。著作権と著作隣接権の保護を目的とする。略称「CCD」。

## 沿革
1994年7月、民放連，日本新聞協会など著作権利者20団体で構成する「マルチメディア問題に関する著作権連絡協議会（CCM）」が発足。同年10月、情報処理、出版､放送関連の20の製作者団体が｢マルチメディア製作者連絡協議会（CMP）｣を設立。
1999年3月、CCM、CMPが合同して著作権利者団体と製作者団体を結ぶ「デジタル時代の著作権協議会」を設立。

## 構成団体
- 衛星放送協会
- コンピュータソフトウェア著作権協会
- 日本芸能実演家団体協議会（実演家著作隣接権センター）
- デジタルメディア協会
- 日本映画製作者連盟
- 日本映像ソフト協会
- 日本音楽作家団体協議会
- 日本音楽著作権協会
- 日本ケーブルテレビ連盟
- 日本シナリオ作家協会
- 日本写真著作権協会
- 日本書籍出版協会
- 日本俳優連合
- 日本美術家連盟
- 日本文藝家協会
- 日本放送協会
- 日本民間放送連盟

## 注
1. ↑  デジタル時代の著作権協議会とはデジタル時代の著作権協議会サイト内
2. ↑  コンテンツ不正流通の防止と、権利者IDによる公正利用が今後の課題 デジタル時代の著作権協議会シンポジウムInternet Watchサイト内